# Kanton Fanjeaux
Kanton Fanjeaux (fr. Canton de Fanjeaux) je francouzský kanton v departementu Aude v regionu Languedoc-Roussillon. Skládá se ze 16 obcí.

## Obce kantonu
- Bram
- La Cassaigne
- Cazalrenoux
- Fanjeaux
- Fonters-du-Razès
- La Force
- Gaja-la-Selve
- Generville
- Laurac
- Orsans
- Plavilla
- Ribouisse
- Saint-Gaudéric
- Saint-Julien-de-Briola
- Villasavary
- Villesiscle